# ササノハガイ
ササノハガイ（笹の葉貝、Lanceolaria grayana）は、淡水にすむイシガイ科の二枚貝で、湖沼および緩やかな流れのある河川の下流域や用水路などの砂泥底に見られる。
殻は約150mm。殻は細長く、先が尖っており、笹の葉に似ている。色は茶褐色で、黒に近い個体もある。殻の内側は真珠光沢をもつ。
グロキディウム幼生は、ヨシノボリ、オイカワ、カマツカなどに寄生する。
かつては、琵琶湖産の同種を別種のササノハガイ、その他をトンガリササノハガイとして区別していたが、現在では同種と考えられている。
愛知県以西の本州に分布するが、近年関東地方から、本種生息の報告がされている。

## 保護上の位置づけ
- 準絶滅危惧（NT）（環境省レッドリスト）